# 棉毛茛
棉毛茛（学名：Ranunculus membranaceus）为毛茛科毛茛属下的一个种。

## 扩展阅读
- 維基物種上的相關：棉毛茛